# Fraham (Górna Austria)
Fraham – miejscowość i gmina w Austrii, w kraju związkowym Górna Austria, w powiecie Eferding. Liczy ok. 2,3 tys. mieszkańców.